# 白い奇蹟
「白い奇蹟」（しろいきせき）は、日本のヘヴィメタルバンド・聖飢魔IIの8枚目の小教典（シングル）。B.D.10年（1989年）8月2日に発布された。　　　

## 解説
小教典表題曲では初となるバラード。前作「WINNER!」に続き、メジャーキーで制作されている。歌詞には、初期の楽曲に見られた悪魔的世界観、暴力的な言葉は存在しない。
この年、聖飢魔IIは本曲で第40回NHK紅白歌合戦に初出場を果たした。ベスト・アルバム『WORST』にも収録されている。
『歌のトップテン』（日本テレビ）に本曲で登場した時には、司会の和田アキ子と島田紳助に、衣装（白を基調にしていた）についてなど様々にツッコミを入れられていた。1989年中から1990年3月まで、『デーモン小暮のオールナイトニッポン』（ニッポン放送）において、エンディングテーマとして本曲が流れていた。

## 収録曲
作詞：デーモン小暮、編曲：聖飢魔II
1. 白い奇蹟
  - 作曲：エース清水
2. 怪力熊男
  - 作曲：Sgt.ルーク篁III世